# رکی کاواهارا
رکی کاواهارا (به ژاپنی: 川原 礫) یک رمان‌نویس ژاپنی است که بیشتر به‌عنوان خالق سورت آرت آنلاین و جهان پرسرعت شناخته می‌شود که هر دو در مجموعه‌های انیمه‌ای اقتباس شده‌اند.